# Beautiful Girls (film)
Beautiful Girls è un film del 1996 diretto da Ted Demme, con Timothy Hutton, Matt Dillon, Natalie Portman e Uma Thurman.

## Trama
Willie, pianista di poco successo trasferitosi a New York, decide di tornare nel suo paesino natale per riflettere sul suo futuro, qui ritrova i suoi amici del liceo Tommy, Kev, Paul, Michael e Stinky. Tornato a casa Willie conosce Marty, tredicenne vicina di casa, e Andera, cugina di Stinky, entrambe lo porteranno a prendere decisioni importanti sulla sua vita.